# 中华鼢鼠
中华鼢鼠（学名：Eospalax fontanieri）为鼴形鼠科凸颅鼢鼠属的动物，是中国的特有物种。分布于陕西、青海、河北、湖北、河南、山东、山西、四川、甘肃等地，一般生活于黄土高原、森林草原、草原、灌丛、耕地。该物种的模式产地在北京附近。

## 亚种
- 中华鼢鼠甘肃亚种（学名：Eospalax fontanieri cansus），Lyon于1907年命名。在中国大陆，分布于甘肃、陕西、青海、四川、湖北等地。该物种的模式产地在甘肃临潭。[2]
- 中华鼢鼠指名亚种（学名：Eospalax fontanieri fontanieri），Milne-Edwards于1867年命名。在中国大陆，分布于河南、河北、山东、山西等地。该物种的模式产地在北京附近。[3]